# Joe Theismann
Joseph Robert "Joe" Theismann (9 de setembro de 1949, New Brunswick, New Jersey) é um ex-jogador de futebol americano que atuava como quarterback na National Football League (NFL) e na Canadian Football League (CFL). Theismann jogou por doze temproadas no Washington Redskins, sendo selecionado para dois Pro Bowls e levou sua equipe a dois Super Bowls consecutivos, vencendo a edição XVII sobre o Miami Dolphins, mas perdendo no ano seguinte. Após se aposentar devido a uma contusão severa na perna, em 1985, ele trabalhou como empresário, comentarista esportivo e analista.

## Estatística
| Legenda | Legenda                               |
| ------- | ------------------------------------- |
|         | Liderou a liga                        |
|         | Ganhou o Super Bowl                   |
|         | AP NFL MVP & Jogador de Ataque do Ano |
| Negrito | Melhor marca da carreira              |

| Geral    | Geral    | Geral | Passando | Passando | Passando | Passando | Passando | Passando | Passando | Passando | Passando | Sacks | Sacks  |
| Ano      | Time     | Jogos | Comp     | Ten      | Pct      | Jardas   | TD       | Int      | Lng      | Média    | Rating   | Sck   | Jardas |
| -------- | -------- | ----- | -------- | -------- | -------- | -------- | -------- | -------- | -------- | -------- | -------- | ----- | ------ |
| 1974     | WAS      | 9     | 9        | 11       | 81,8%    | 145      | 1        | 0        | 69       | 13,2     | 149,1    | 2     | 11     |
| 1975     | WAS      | 14    | 10       | 22       | 45,5%    | 96       | 1        | 3        | 30       | 4,4      | 33,7     | 2     | 18     |
| 1976     | WAS      | 14    | 79       | 163      | 48,5%    | 1 036    | 8        | 10       | 44       | 6,4      | 59,8     | 22    | 172    |
| 1977     | WAS      | 14    | 84       | 182      | 46,2%    | 1 097    | 7        | 9        | 52       | 6,0      | 57,9     | 30    | 241    |
| 1978     | WAS      | 16    | 187      | 390      | 47,9%    | 2 593    | 13       | 18       | 63       | 6,6      | 61,6     | 42    | 391    |
| 1979     | WAS      | 16    | 233      | 395      | 59%      | 2 797    | 20       | 13       | 62       | 7,1      | 83,9     | 34    | 263    |
| 1980     | WAS      | 16    | 262      | 454      | 57,7%    | 2 962    | 17       | 16       | 54       | 6,5      | 75,2     | 31    | 282    |
| 1981     | WAS      | 16    | 293      | 496      | 59,1%    | 3 568    | 19       | 20       | 79       | 7,2      | 77,3     | 28    | 259    |
| 1982     | WAS      | 9     | 161      | 252      | 63,9%    | 2 033    | 13       | 9        | 78       | 8,1      | 91,3     | 30    | 223    |
| 1983     | WAS      | 16    | 276      | 459      | 60,1%    | 3 714    | 29       | 11       | 84       | 8,1      | 97,0     | 34    | 242    |
| 1984     | WAS      | 16    | 283      | 477      | 59,3%    | 3 391    | 24       | 13       | 80       | 7.1      | 86,6     | 48    | 341    |
| 1985     | WAS      | 11    | 167      | 301      | 55,5%    | 1 774    | 8        | 16       | 55       | 5,9      | 59,6     | 37    | 314    |
| Carreira | Carreira | 167   | 2 044    | 3 602    | 56,7%    | 25 206   | 160      | 138      | 84       | 7,0      | 77,4     | 340   | 2 757  |

### Recordes com os Redskins
- Maior quantidade de vitórias por um quarterback (87)[4]
- Maior quantidade de jardas acumuladas na carreira (25 206)[5]
- Maior quantidade de passes completados na carreira (2 044)
- Maior quantidade de passes tentados na carreira (3 602)